# Boson X a Y
Bosony X a Y jsou hypotetické intermediální elementární částice podobné jako bosony W a Z, ale odpovídají na nový typ interakce předpovězený Georgi-Glashowovým modelem v rámci teorie velkého sjednocení (GUT).

## Detaily
Bosony X a Y spojují kvarky s leptony stejné generace, umožňují tedy porušení zachování baryonového i leptonového čísla. Umožňují mimo jiné rozpad protonu, ve standardním modelu považovaného za stabilní částici.
Boson X by měl mít mimo jiné následující způsoby rozpadu:
{\displaystyle X\to \ u+u}
{\displaystyle X\to \ e^{+}+{\overline {d}}}
kde {\displaystyle u\,} je kvark u, {\displaystyle d\,} je kvark d a {\displaystyle e^{+}\,} je pozitron,
přičemž dva produkty rozpadu v každém procesu mají opačnou chiralitu.
Boson Y by měl mít mimo jiné následující způsoby rozpadu:
{\displaystyle Y\to \ e^{+}+{\overline {u}}\ }
{\displaystyle Y\to \ d+u}
{\displaystyle Y\to \ {\overline {d}}\ +{\overline {\nu }}_{e}}
kde {\displaystyle {\overline {\nu }}_{e}\,} je elektronové antineutrino,
přičemž první rozpadový produkt v každém procesu má levotočivou chiralitu a druhý má chiralitu pravotočivou.
Podobné rozpadové produkty existují i z ostatních kvark-leptonových generací.
V těchto reakcích není zachováno ani leptonové číslo (L), ani baryonové číslo (B), ale B − L ano. Podíly různých způsobů rozpadu rozdílné mezi bosonem X a jeho antičásticí (jako je tomu v případě K-mezonu) by měly vysvětlit baryogenezi.
Příkladem reakce probíhající přes boson X či Y je zatím nepozorovaný rozpad protonu:
{\displaystyle p^{+}\to \ e^{+}+\pi ^{0}}
"rozepsáno" pro kvarky:
{\displaystyle uud\to \ (X\,d)\to \ e^{+}+d{\overline {d}}}
{\displaystyle uud\to \ (u\,Y)\to \ e^{+}+u{\overline {u}}}